# Anne-Marie Duranton-Crabol
Anne-Marie Duranton-Crabol (3 settembre 1940) è una storica e scrittrice francese, specialista di storia delle ideologie politiche e di estrema destra, venuta alla ribalta nel 1980 per il suo lavoro pionieristico sulla GRECE.

## Pubblicazioni
- Le GRECE (Groupement de recherche et d'études sur la civilisation européenne) de 1968 à 1984. Doctrine et pratique, Lille 3, ANRT, Thèse, 1987.
- Visages de la Nouvelle droite : le GRECE et son histoire, Paris, Presses de la fondation nationale des sciences politiques, 1988.
- L'Europe de l'extrême droite. De 1945 à nos jours, Bruxelles, Éditions Complexe et PUF, « Questions au XX siècle », 1991.
- Le temps de l'OAS, Bruxelles et Paris, Éditions Complexe, « Questions au XX siècle », 1995.
- Alvin Johnson & Varian Fry. Au secours des savants et des artistes européens (1933-1945), préface de Laurent Jeanpierre, Paris, M. Houdiard, 2002.
- L'OAS, la peur et la violence André Versaille éditeur, Bruxelles, 2012.